# Гоголь (деревня)
Гоголь — деревня в Новодеревеньковском районе Орловской области России.
Входит в состав Старогольского сельского поселения.

## География
Расположена на левом берегу реки Гоголь, на противоположном берегу находится деревня Пасынки.

## Население
| 1857 | 2010 |
| ---- | ---- |
| 184  | ↘28  |